# بارتلي كامبل
بارتلي كامبل (بالإنجليزية: Bartley Campbell)‏ هو كاتب مسرحي وصحفي أمريكي، ولد في 12 أغسطس 1843 في بيتسبرغ في الولايات المتحدة، وتوفي في 30 يوليو 1888 في Middletown State Hospital ‏ في الولايات المتحدة.

## وصلات خارجية
- بارتلي كامبل على موقع IMDb (الإنجليزية)
- بارتلي كامبل على موقع قاعدة بيانات برودواي على الإنترنت (الإنجليزية)